# 高述明
高述明（约1671年—1723年），字东瞻，内务府镶黄旗旗鼓佐領汉姓人，祖籍奉天辽阳州，清朝军事将领，官至凉州镇总兵。其胞弟大学士高斌，子大学士高晋。善诗。

## 生平
文华殿大学士高晋之父。历任康熙四十一年（1702）青海西宁镇标左营游击，康熙四十九年（1710）湖南永州镇标左营游击、五十三年武冈营游击、五十四年宜章营参将；五十六年（1717）丁酉腊月回京述职、访家；康熙五十七年时任青海西宁参将，参与西藏喀喇烏蘇之戰；五十八年（1719）随撫遠大將軍允禵再征准噶爾部，五十九年以西安督标领兵西凤协副将（驻凤翔府）参与指挥中路清军对准噶爾部在西藏的作战，由平逆将军延信领军的中路清军又负责护送已册封的七世达赖喇嘛返藏；六十年四月升陕西興漢鎮總兵，六十一年（1722）四月调甘肃凉州镇总兵。兩度隨征西藏，受康熙帝嘉奖。康熙六十一年，奉调回京，雍正元年（1723年）八月旧创复作，卒于凉州軍中（红罗山军次）。赐御祭，荫一子高晋入国子监读书。
善诗，驻防湖南时，多山水、文友唱和诗，“[述明]盛年勵事戎行。官湖湘日，喜與文士遊，唱和極富”。出征西域时，多边塞戎马诗，曾护送呼图克图返藏，有诗《送胡图克图还藏》；另有多篇关于西藏的诗歌，其中《畣人问藏中风景》诗描述道：“君问西天极乐方，果然风景不寻常。枫林遍地皆红叶，番寺悬崖尽白墙。……最是林园堪异处，鵞声忽绕水心亭”（载高述明《积翠轩诗集》）。其名载鷲峰逸人（日籍桑原忱，又桑原鷲峯）《清書画人名譜》（1855）。

## 著作
- 《积翠轩诗集》（乾隆四年（1739）长白高氏家刊本，胞兄弟高斌、高鈺编，高晋等七子校字，唐英 (清朝督陶官)序，高斌、高晋跋；乾隆三十二年（1767）重刊，袁枚作重刊序并详注）。
- 诗歌载沈德潜《 國朝詩别裁集》卷30、伊福纳《白山诗钞》卷5。

## 家庭
- 父：高衍中（又高言忠，字承一，1654-1692），康熙朝內務府郎中兼参领佐領，赠光禄大夫。母李氏（1652-1733），受雍正帝封一品誥命夫人，福建督粮道李应昌（家族系奉天望族）的第三女，信佛，深通內典。
- 二弟：文淵閣大學士高斌。
- 三弟：高鈺，江南壽春鎮總兵署理江南提督。
- 胞姊：高佳氏，嫁內務府鑲黃旗汉军、內務府郎中鄧之琮（父內務府郎中鄧廣乾）。
- 胞姊：高佳氏，嫁内务府正黄旗汉军、总管内务府大臣兼副都统文恪公丁皂保（父科举人、內務府郎中丁應元）。
- 妻：朱氏。其父内务府正黄旗汉军、內務府员外郎兼佐领朱國善。
- 子女：
  - 长子：圖克善（又高履）。妻祁氏（父：历任凉州骁骑校、热河总管、头等侍卫七十、叔父：凉州将军七十五）。
  - 二子：高誠（字敬思），湖北按察使、長蘆鹽政。妻赵氏（又兆佳氏，胞兄内务府正黄旗满洲、乾隆四年（1739年）己未科趙德昌，父护军参领哈尔敏，胞叔乾隆四年（1739年）己未科进士興國（叔侄进士同榜），祖父头等侍卫兼佐领武什）。后代有道光二十七年（1847年）丁未科进士文玉。
  - 三子：西寧（又高咸），内务府总管大臣。妻王氏（父候选州同八海）。
  - 四子：文华殿大学士高晋。妻王氏（父正蓝旗满洲、刑部員外郎德林，胞叔刑部、兵部、吏部尚书恭簡公性桂）。
  - 五子：高泰（字志同，号健齋）。妻董氏（父内务府正黄旗汉军、康熙五十五年至六十一年总管内务府大臣董殿邦）。
  - 六子：高坤（又高崑，字含章）。嫡妻陈氏（父总领催默尔森额），继妻富察氏（父三等侍卫傅尔敦）。
  - 七子：高復。妻祁氏（父内务府员外郎长龄）。
  - 长女：高佳氏，嫁正蓝旗汉军、二等侍卫胡照（父头等侍卫、副都统永慶；家族多位成员出任胤祥怡亲王府正蓝旗包衣佐领；后代有道光三十年庚戌（1850）进士吉惠、光緒二年丙子（1876）恩科進士胡俊章）。
  - 次女：高佳氏，嫁内务府正白旗汉军、佐领李維屏（又名黑達塞、赫达色；祖父雍正元年至九年总管内务府大臣李延禧）。
- 侄女：高佳氏封乾隆帝之慧賢皇貴妃。